# Aeroportul Guápiles
Aeroportul Guápiles (IATA: GPL, ICAO: MRGP) este un aeroport din Cantón de Pococí⁠(d), Provincia de Limón⁠(d), Costa Rica ce deservește zona Guápiles⁠(d).
Situat la o altitudine de 259 m, aeroportul dispune de o singură pistă.